# روس ماكدونالد (ربان)
روس ماكدونالد هو ربان ‏ كندي، ولد في 27 يناير 1965 في فانكوفر في كندا.

## وصلات خارجية
- روس ماكدونالد على موقع أوليمبيديا (الإنجليزية)